# 阿德马尔·达席尔瓦
阿德马尔·达席尔瓦（葡萄牙語：Adhemar da Silva，1927年9月29日—2001年1月12日），巴西男子田径运动员，主攻三级跳远。他曾代表巴西参加1948年、1952年、1956年和1960年夏季奥林匹克运动会田径比赛。